# Sporopachydermia cereana
Sporopachydermia cereana är en svampart som beskrevs av Rodr. Mir. 1978. Sporopachydermia cereana ingår i släktet Sporopachydermia, ordningen Saccharomycetales, klassen Saccharomycetes, divisionen sporsäcksvampar och riket svampar.   Inga underarter finns listade i Catalogue of Life.